# Pier Luigi Celata
Pier Luigi Celata (Pitigliano, província de Grosseto, 23 de janeiro de 1937) é um arcebispo da Igreja Católica Romana, vice-carmelengo emérito da Cúria e ex-diplomata da Santa Sé.

## Biografia
Pier Luigi Celata recebeu o Sacramento da Ordem em 8 de outubro de 1961. Graduou-se em Direito Canônico. Em 1967 Celata entrou no serviço diplomático da Santa Sé. O Papa João Paulo II concedeu-lhe o título honorário de Capelão de Sua Santidade (Monsenhor) e em 19 de julho de 1982 o título de Prelado Honorário de Sua Santidade.
Em 12 de dezembro de 1985, o Papa João Paulo II o nomeou Arcebispo Titular de Doclea e o nomeou Núncio Apostólico em Malta. O Papa o consagrou pessoalmente como bispo em 6 de janeiro de 1986 na Basílica de São Pedro. Os co-consagradores foram o Cardeal Secretário de Estado Agostino Casaroli e o Cardeal da Curia Bernardin Gantin. Em 7 de maio de 1988, Pier Luigi Celata também foi nomeado núncio apostólico em San Marino e em 24 de junho de 1992 também foi nomeado núncio na Eslovênia. O Papa João Paulo II o nomeou Núncio Apostólico na Turquia em 6 de fevereiro de 1995 e Núncio no Turcomenistão em 3 de abril de 1997. Em 3 de março de 1999, Celata foi nomeado Núncio Apostólico na Bélgica e Luxemburgo.
Em 14 de novembro de 2002, o Papa João Paulo II o nomeou Secretário do Pontifício Conselho para o Diálogo Inter-religioso. Aposentou-se em 30 de junho de 2012.
Em 23 de julho de 2012, o Papa Bento XVI o nomeou Vice Camerlengo da Santa Igreja Romana. Ele sucedeu ao Cardeal Santos Abril y Castelló e ocupou o cargo até 20 de dezembro de 2014.